# Recevabilité (droit de la preuve)
Pour les articles homonymes, voir Recevabilité.
En droit de la preuve, la recevabilité est la possibilité pour un élément de preuve de pouvoir rentrer dans le dossier pour être considéré par le tribunal. Le contraire est l’irrecevabilité, c’est-à-dire que le preuve ne peut pas entrer dans le dossier et le juge ne verra jamais la preuve.

## Droit québécois
En droit québécois, pour être recevable, une preuve doit passer à travers deux tests : un test subjectif et un test objectif. 
Le test subjectif est la règle de la pertinence de l'art. 2857 du Code civil du Québec (ci-après nommé C.c.Q.) : « La preuve de tout fait pertinent au litige est recevable et peut être faite par tous moyen ». Une preuve est pertinente lorsqu'elle a une influence sur la décision que le tribunal doit prendre, elle est à la jonction entre ce que le plaideur veut dire et ce qui intéresse le juge. Si la preuve n'est pas utile à la décision du juge, elle sera irrecevable. 
Le test objectif est le respect de l'ensemble des autres règles de recevabilité reconnues en droit québécois. Cela inclut la prohibition de la preuve obtenue illégalement,, l'exclusion des communications privilégiées, la protection du secret professionnel (art. 284 du Code de procédure civile, art. 9 de la Charte québécoise), le respect de la règle de la meilleure preuve (art. 2860 C.c.Q.), la prohibition de la preuve testimoniale d'un acte juridique (art. 2862 C.c.Q.), la prohibition de contredire un écrit (art. 2863 C.c.Q.) , la règle d'irrecevabilité de l'aveu extrajudiciaire (art. 2867 C.c.Q.) et la règle de l'irrecevabilité de l'élément matériel (art. 2868 C.c.Q.).         
Si une preuve ne réussit pas le test subjectif ou le test objectif, l'avocat de la partie adverse peut formuler une objection.